# Aleksinac
Aleksinac (en serbe cyrillique : Алексинац) est une ville et une municipalité de Serbie situées dans le district de Nišava. Au recensement de 2011, la ville comptait 16 420 habitants et la municipalité dont elle est le centre 51 462.

## Géographie
La municipalité d'Aleksinac est située dans la vallée du même nom. Elle est entourée par le massif montagneux de Jastrebac, en français, « la montagne du faucon », qui atteint une altitude de 1 492 m au mont Velika Đulica, et par le massif d'Ozren, qui s'élève à 1 178 m au mont Leskovik). Depuis les hauteurs de ces massifs, le relief s'adoucit progressivement pour former des collines qui descendent jusque dans la vallée. Au total, les montagnes couvrent 36 % du territoire de la municipalité, la plaine occupant les 64 % du territoire municipal restant.

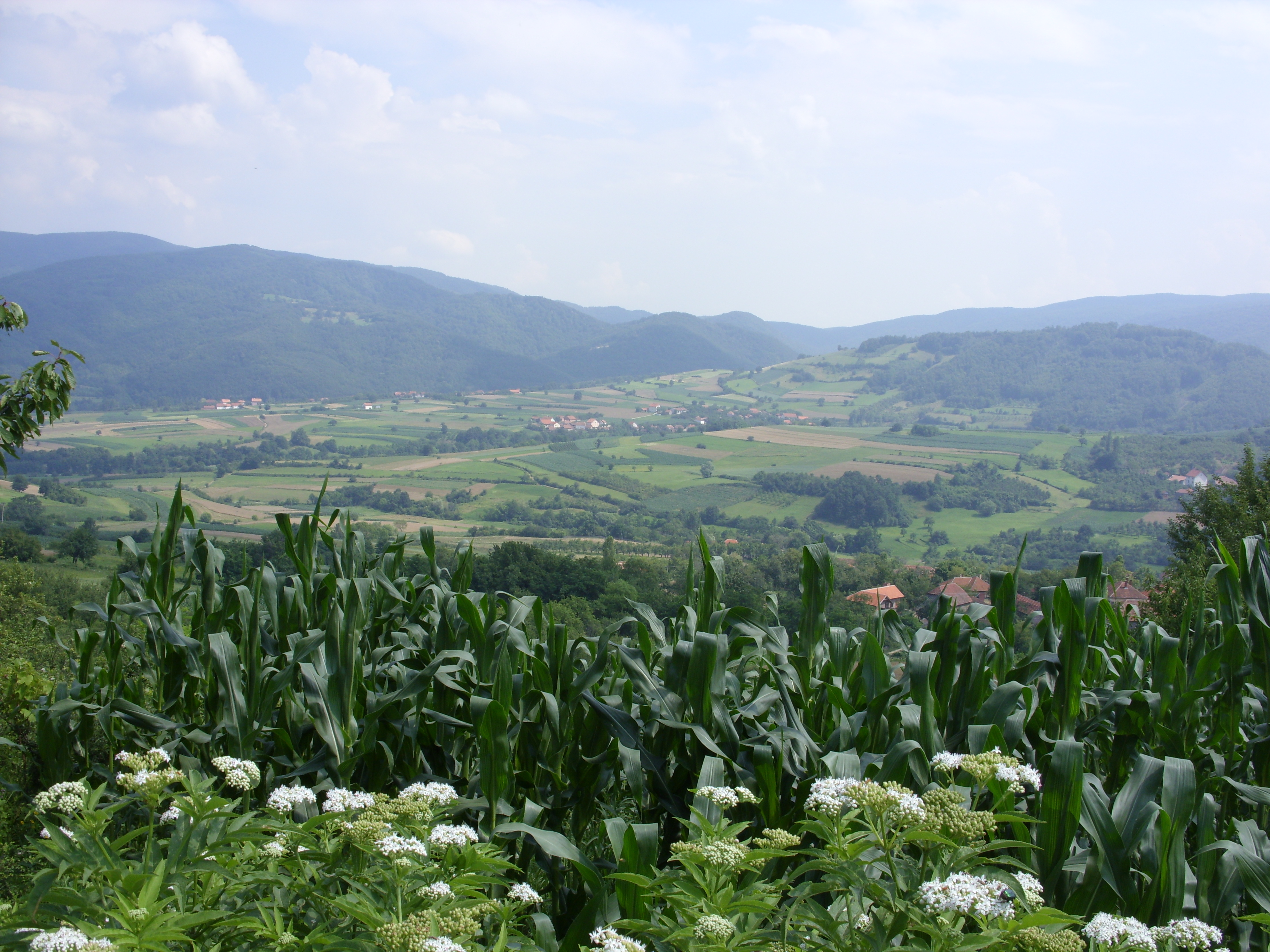
Plaine de Mali Jastrebac
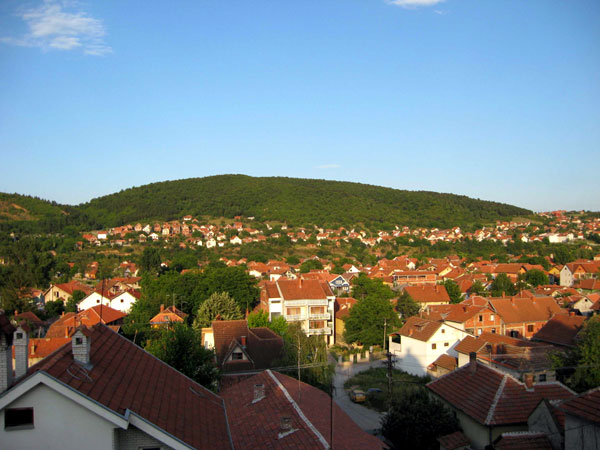
Aleksinac et une des collines alentour
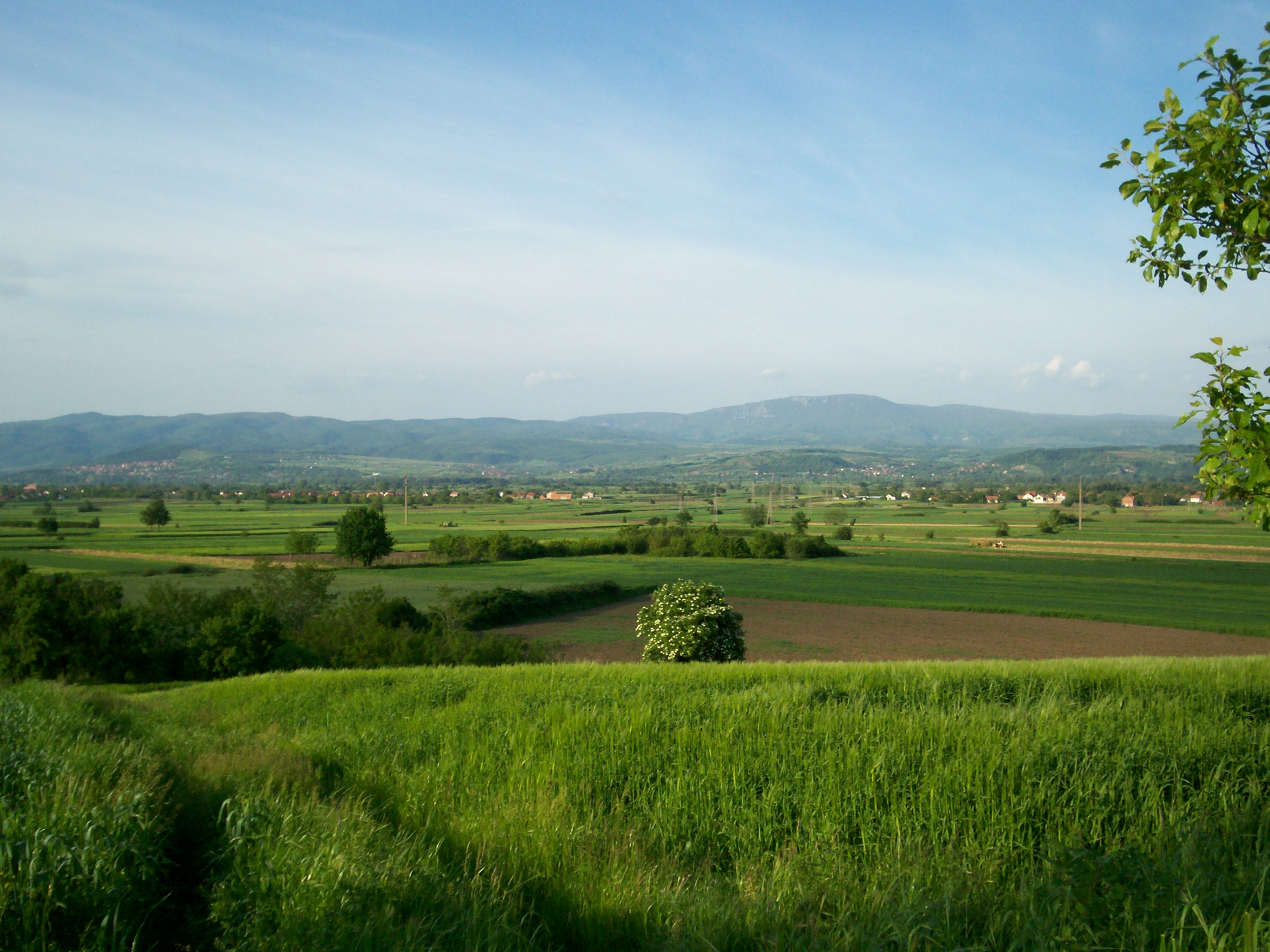
La vallée d'Aleksinac
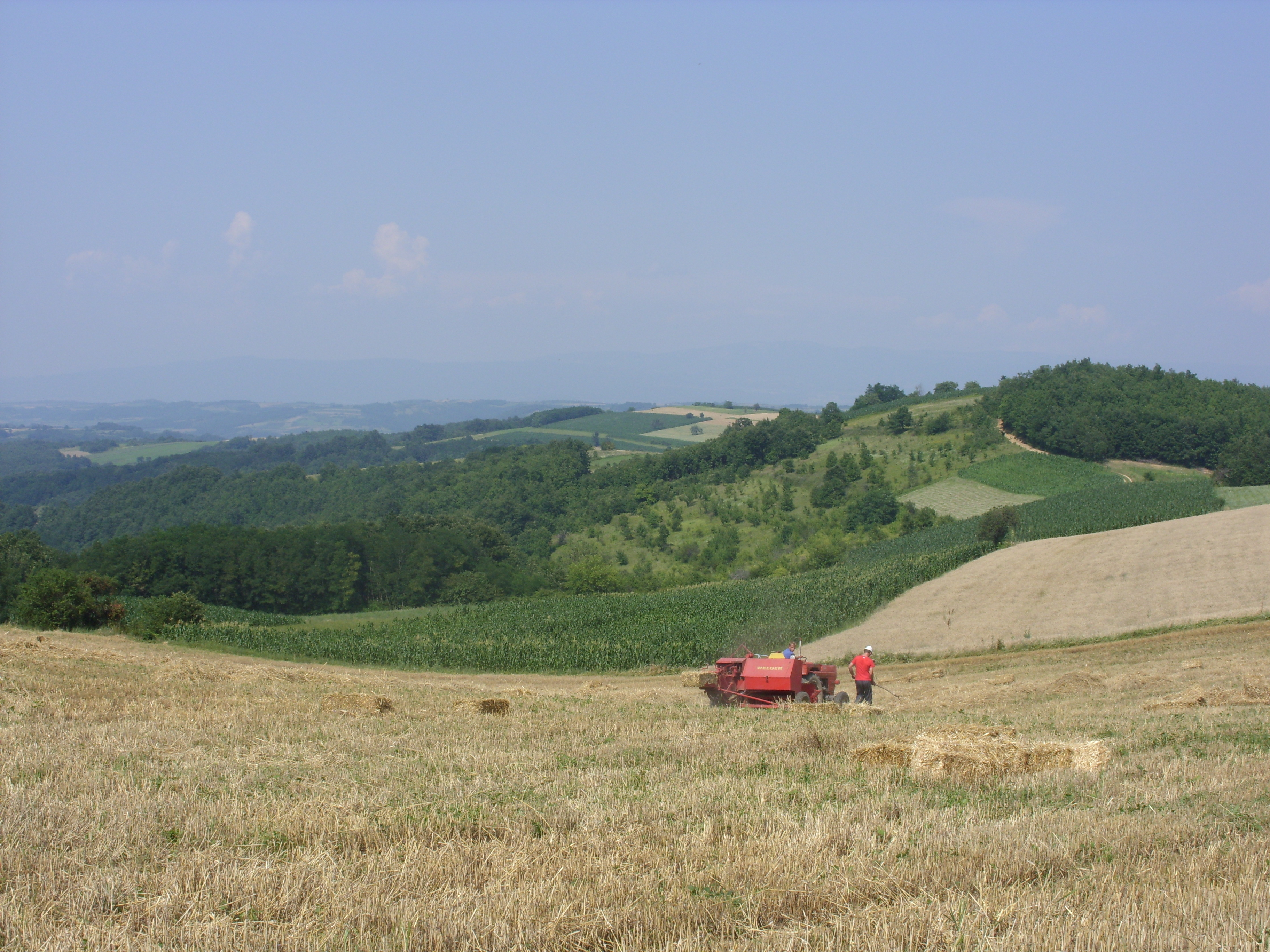
Moisson du blé à Vukanja

Deux rivières importantes parcourent la municipalité : la Južna Morava, ou « Morava du sud », et la Sokobanjska Moravica, la « Moravica de Sokobanja ».

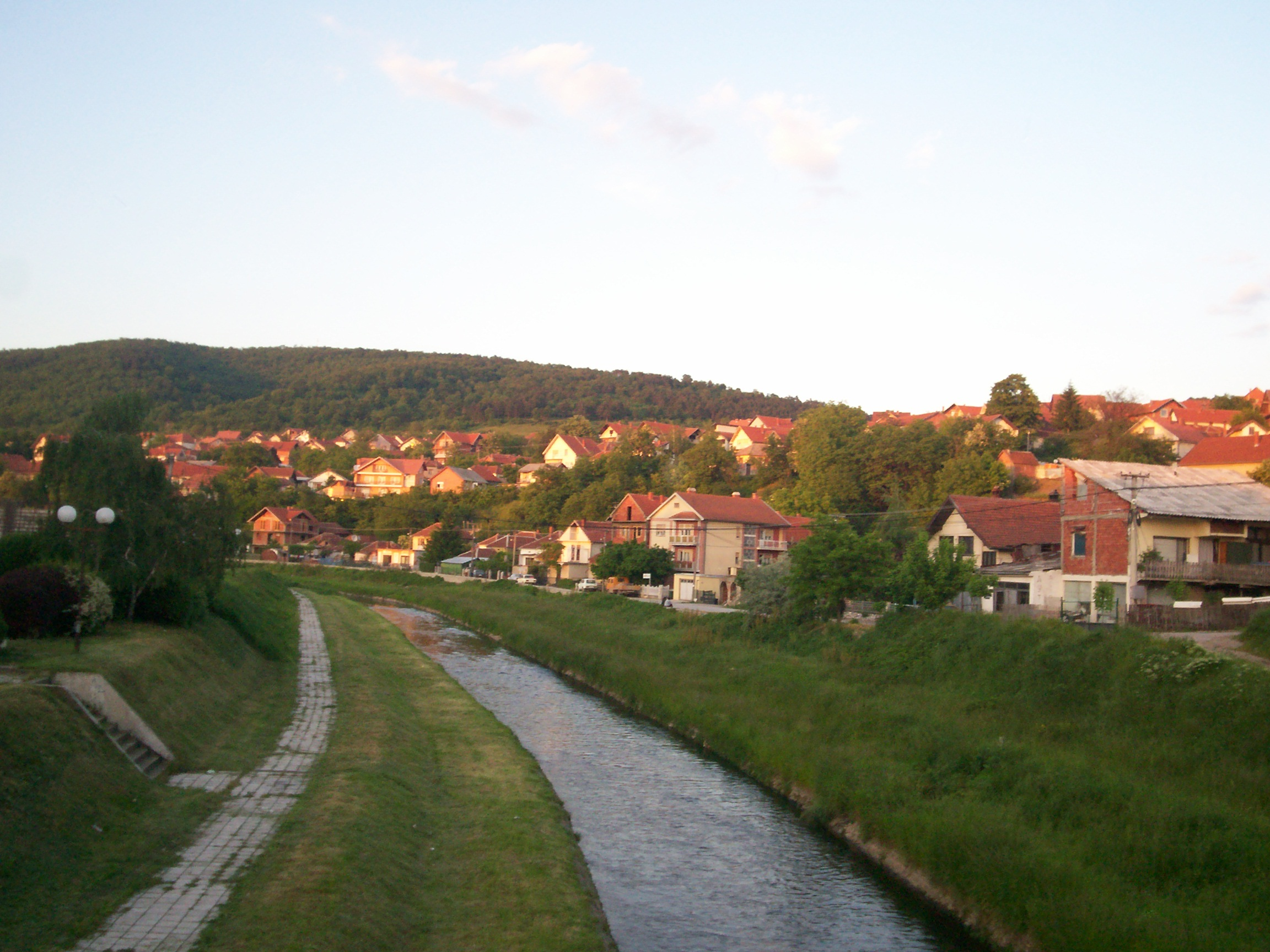
La Sokobanjska Moravica à Aleksinac

## Climat
Le climat d'Aleksinac est examiné par la station météorologique de Niš, située à 202 m d'altitude, qui enregistre des données depuis 1889 (coordonnées 43° 20′ N, 21° 54′ E). Le climat d'Aleksinac est de type continental tempéré, avec une température moyenne annuelle de 11,4 °C ; juillet est le mois le plus chaud de l'année, avec une moyenne de 21,3 °C. Le mois le plus froid est janvier avec une moyenne de −0,2 °C. La moyenne des précipitations annuelles est de 589,6 mm/m2.
La température maximale enregistrée à la station a été de 44,2 °C le 24 juillet 2007 et la température la plus basse a été de −23,7 °C le 25 janvier 1963. Le record de précipitations enregistré en une journée a été de 76,6 mm le 5 novembre 1954. La couverture neigeuse la plus importante a été de 62 cm du 23 au 25 février 1954.
Pour la période de 1961 à 1990, les moyennes de température et de précipitations s'établissaient de la manière suivante :
| Mois                                       | Janv | Fév  | Mars | Avr  | Mai  | Juin | Juil | Août | Sept | Oct  | Nov  | Déc  | Année |
| ------------------------------------------ | ---- | ---- | ---- | ---- | ---- | ---- | ---- | ---- | ---- | ---- | ---- | ---- | ----- |
| Températures maximales moyennes (°C)       | 3,8  | 7,1  | 12,3 | 18,0 | 22,9 | 25,9 | 28,0 | 28,5 | 24,8 | 18,9 | 11,7 | 5,4  | 17,3  |
| Températures moyennes (°C)                 | -0,2 | 2,5  | 6,7  | 11,9 | 16,6 | 19,5 | 21,3 | 21,1 | 17,2 | 11,9 | 6,4  | 1,7  | 11,4  |
| Températures minimales moyennes (°C)       | -3,5 | -1,3 | 1,8  | 6,1  | 10,4 | 13,4 | 14,5 | 14,4 | 11,1 | 6,5  | 2,4  | -1,4 | 6,2   |
| Moyennes mensuelles de précipitations (mm) | 41,3 | 40,3 | 45,3 | 51,3 | 66,7 | 69,7 | 43,6 | 43,3 | 43,6 | 34,1 | 56,8 | 53,6 | 589,6 |

## Histoire

### Préhistoire et Antiquité

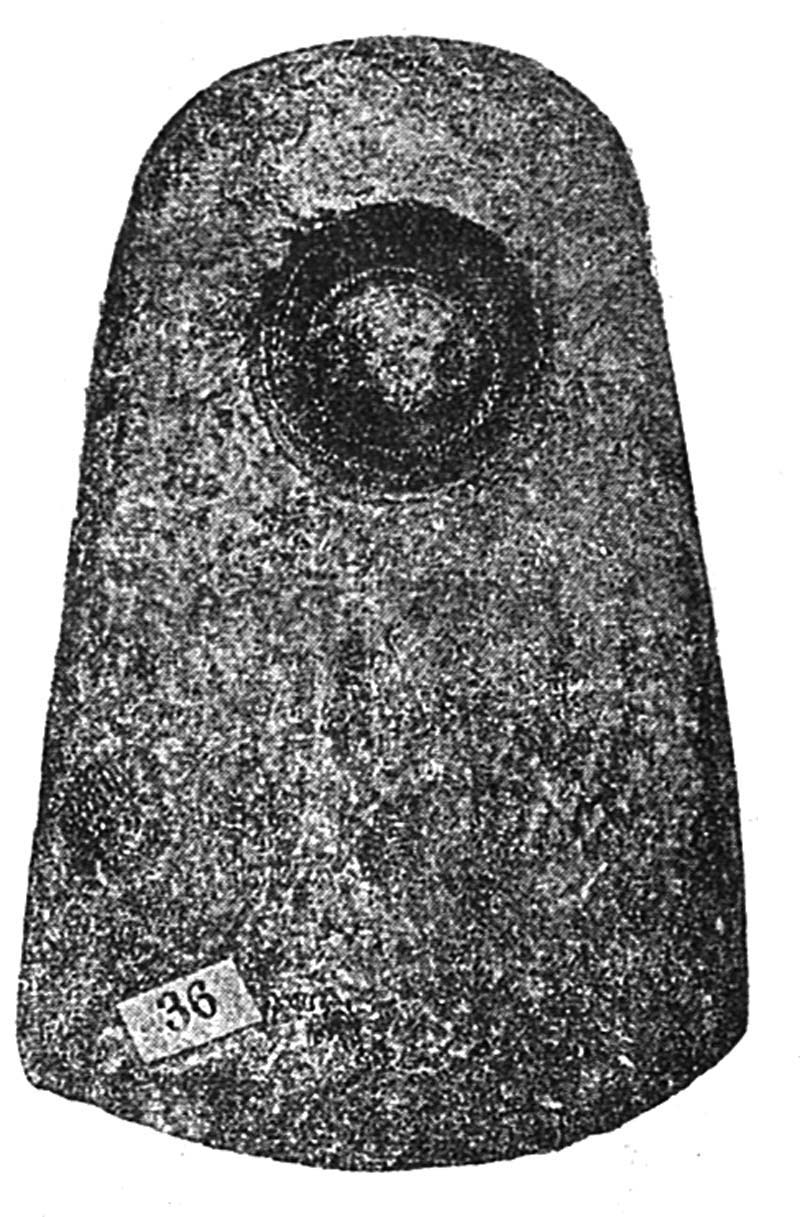
Hache de pierre trouvée à Aleksinac

Le territoire de la municipalité d'Aleksinac est habité depuis le Néolithique. La plupart des villages mis au jour par les archéologues sont caractéristiques de la culture de Vinča et sont situés sur la rive occidentale de la Južna Morava, la « Morava du sud ».
Conquis par les Romains, le territoire fut inclus dans la province de Mésie supérieure puis, après 293, dans celle de Dacie. Une route militaire romaine, la Via Militaris, construite au Ier siècle traversait l'actuelle municipalité ; on y trouvait deux relais, pour la détente (mansio) et le changement de monture (mutatio) ; ces deux relais portaient les noms de Praesidium Pompei et Rappiana. Leur emplacement exact est encore inconnu. Il existait aussi un petit nombre de forts, dont celui de Milareca sur le mont Gradište (228 m).

### Moyen Âge
À partir de 476, la région d'Aleksinac passa sous le contrôle de l'Empire romain d'Orient qui devint l'Empire byzantin. Sous le règne des empereurs Phocas (602-610) et Héraclius (610-641), des peuples slaves s’installèrent dans les Balkans. En 614, ils rasèrent la ville de Niš (Naissus). Pendant le Moyen Âge, l’ancienne route militaire romaine fut empruntée par les Croisés.
Sous le règne des Nemanjić, la région d’Aleksinac se trouva sous le contrôle direct de l’État serbe. Après la mort d’Uroš V en 1371, sous le prince Lazar et ses successeurs, la région fit partie de la Moravska Srbija, la « Serbie moravienne ». De cette période datent les deux cités médiévales de Bovan et de Lipovac.

### Période ottomane
L'actuelle ville d'Aleksinac, quant à elle, est mentionnée pour la première fois en 1516, dans le Kruševački tefter, un recensement ottoman réalisé pour le contrôle des taxes. Le village appartenait alors à la province de Bovan et à la nahija de Kruševac. À la fin du XVIe siècle, Aleksinac était devenue une petite ville.
Au milieu du XVIIe siècle, Aleksinac comptait une centaine de boutiques et de magasins et, en raison de sa position stratégique sur la route de Constantinople, la ville devint un relais important pour les voyageurs et les marchands. En 1616, les Turcs y construisirent une forteresse pour la protéger contre les haïdouks, ces rebelles et bandits de grand chemin typiques des régions balkaniques occupées par les Ottomans. Le développement d'Aleksinac fut interrompu pendant la Deuxième guerre austro-turque (1683-1699). La ville fut libérée par l'armée du général autrichien Louis-Guillaume Ier de Bade, surnommé Louis le Turc, mais elle fut reprise par les soldats de Jegen-Osman pacha, qui la brûlèrent. Les habitants serbes d'Aleksinac se joignirent à la Grande migration de 1690 qui, sous la direction du patriarche Arsenije III Čarnojević, les conduisit jusque dans les terres des Habsbourg ; certain d'entre eux s'installèrent alors à Budim.
Aleksinac fut incendiée une nouvelle fois au cours de la guerre austro-turque de 1716-1718. le grand vizir Hallil Pacha, vaincu à Belgrade, battit alors en retraite en brûlant sur sa route toutes les localités serbes jusqu'à Niš.
Après la guerre austro-turque de 1736-1739, Aleksinac connut une période de développement et la ville devint un centre important pour le commerce et l'artisanat. De nombreuses caravanes y passaient, favorisant les échanges entre l'Empire ottoman et l'Europe centrale. Aleksinac devint également un centre administratif, qui, en 1784, englobait 17 villages. À cette époque, la ville comptait 160 foyers, dont 120 étaient habités par des Serbes et 40 par des Turcs.
En revanche, lors de la guerre austro-turque de 1787-1792, Aleksinac fut une nouvelle fois incendiée par les troupes du rebelle turc Osman Pazvantoğlu.

### XIXeetXXesiècles

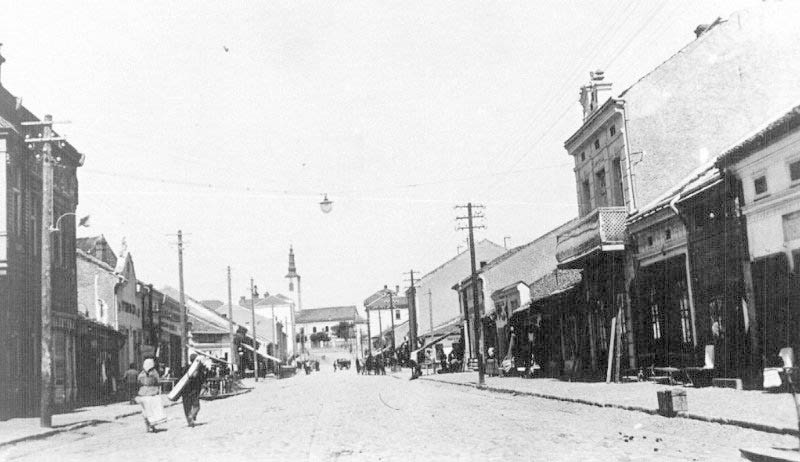
La ville d'Aleksinac au XIXe siècle

Aleksinac et ses environs furent touchés par le Premier soulèvement serbe contre les Ottomans en janvier 1806. La ville et les villages de la rive droite de la Južna Morava furent libérés par Petar Dobrnjac, les villages de la rive gauche par Mladen Milovanović et Stanoje Glavaš. Aussitôt après la libération de la ville, le capitaine Vuča Žikić fit creuser les tranchées de Deligrad, rendue célèbres par des batailles contre les Turcs, notamment en 1806.
Après l'échec du Premier soulèvement, Aleksinac resta sous le contrôle des Ottomans jusqu'en décembre 1832, date à laquelle la région fut intégrée à la principauté de Serbie, province autonome au sein de l'Empire ottoman et gouvernée par Miloš Obrenović. Pendant le premier règne de ce prince, Aleksinac devint le centre économique du sud-est de la Serbie, comptant de nombreux commerces et ateliers ; elle devint également un important centre administratif. La troisième poste de Serbie, après celles de Belgrade et de Kragujevac, y ouvrit ses portes ; on y établit aussi un bureau des douanes et un centre de quarantaine. 
Aleksinac fut le théâtre d’importantes batailles lors de la guerre serbo-turque de 1876.
Le charbon y était exploité non loin, dans les mines de Kraljevatz (actuellement Kraljevo) et Novi-Kraljevatz, par la société anonyme belge des "Charbonnages d'Alexinatz"
La ville a été gravement endommagée par les bombardements de l’OTAN en 1999.

## Localités de la municipalité d'Aleksinac

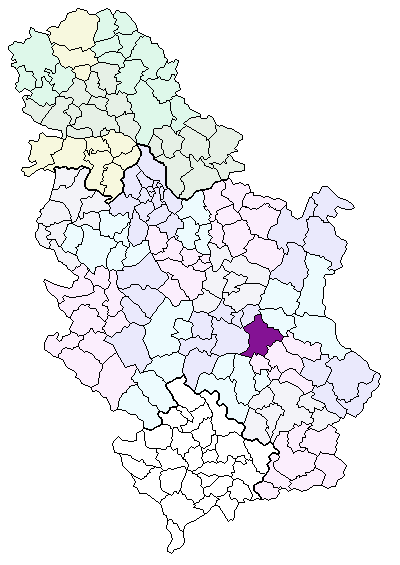
Localisation de la municipalité d'Aleksinac en Serbie

La municipalité d'Aleksinac compte 72 localités :
| - Aleksinac - Aleksinački Bujmir - Aleksinački Rudnik - Bankovac - Beli Breg - Belja - Bobovište - Bovan - Bradarac - Vakup - Veliki Drenovac - Vitkovac - Vrelo - Vrćenovica - Vukanja | - Vukašinovac - Glogovica - Golešnica - Gornja Peščanica - Gornje Suhotno - Gornji Adrovac - Gornji Krupac - Gornji Ljubeš - Gredetin - Grejač - Dašnica - Deligrad - Dobrujevac - Donja Peščanica - Donje Suhotno | - Donji Adrovac - Donji Krupac - Donji Ljubeš - Draževac - Žitkovac - Jakovlje - Jasenje - Kamenica - Katun - Koprivnica - Korman - Kraljevo - Krušje - Kulina - Lipovac | - Loznac - Loćika - Lužane - Ljupten - Mali Drenovac - Mozgovo - Moravac - Moravski Bujmir - Nozrina - Porodin - Prekonozi - Prćilovica - Prugovac - Radevac - Rsovac | - Rutevac - Srezovac - Stanci - Stublina - Subotinac - Tešica - Trnjane - Ćićina - Crna Bara - Česta - Čukurovac - Šurić |

Aleksinac et Aleksinački Rudnik sont officiellement classés parmi les« localités urbaines » (en serbe : градско насеље et gradsko naselje) ; toutes les autres localités sont considérées comme des « villages » (село/selo).

## Démographie

### Ville

#### Évolution historique de la population
| 1948  | 1953  | 1961  | 1971   | 1981   | 1991   | 2002   | 2011   |
| ----- | ----- | ----- | ------ | ------ | ------ | ------ | ------ |
| 5 797 | 6 788 | 8 828 | 12 007 | 15 734 | 17 030 | 17 171 | 16 420 |

|  |

### Municipalité

#### Répartition de la population parhaplogroupe(2014)
| Haplogroupe | I     | R      | E      |
| ----------- | ----- | ------ | ------ |
| Aleksinac   | 39,9% | 22,34% | 15,29% |
|             |       |        |        |
|             |       |        |        |

## Religion
Sur le plan religieux, la municipalité d'Aleksinac est essentiellement peuplée de Serbes orthodoxes. La ville et sa région relèvent de l'éparchie de Niš (en serbe cyrillique : Епархија нишка), qui a son siège à dans la ville de Niš intra muros.

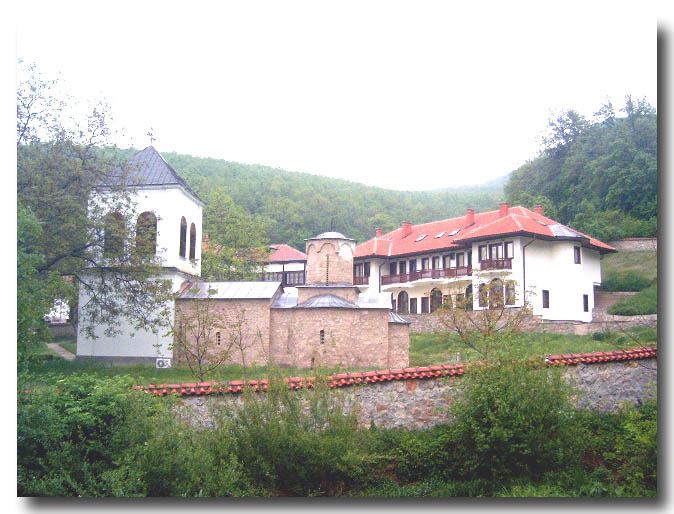
Le monastère de Lipovac, près d'Aleksinac

## Politique

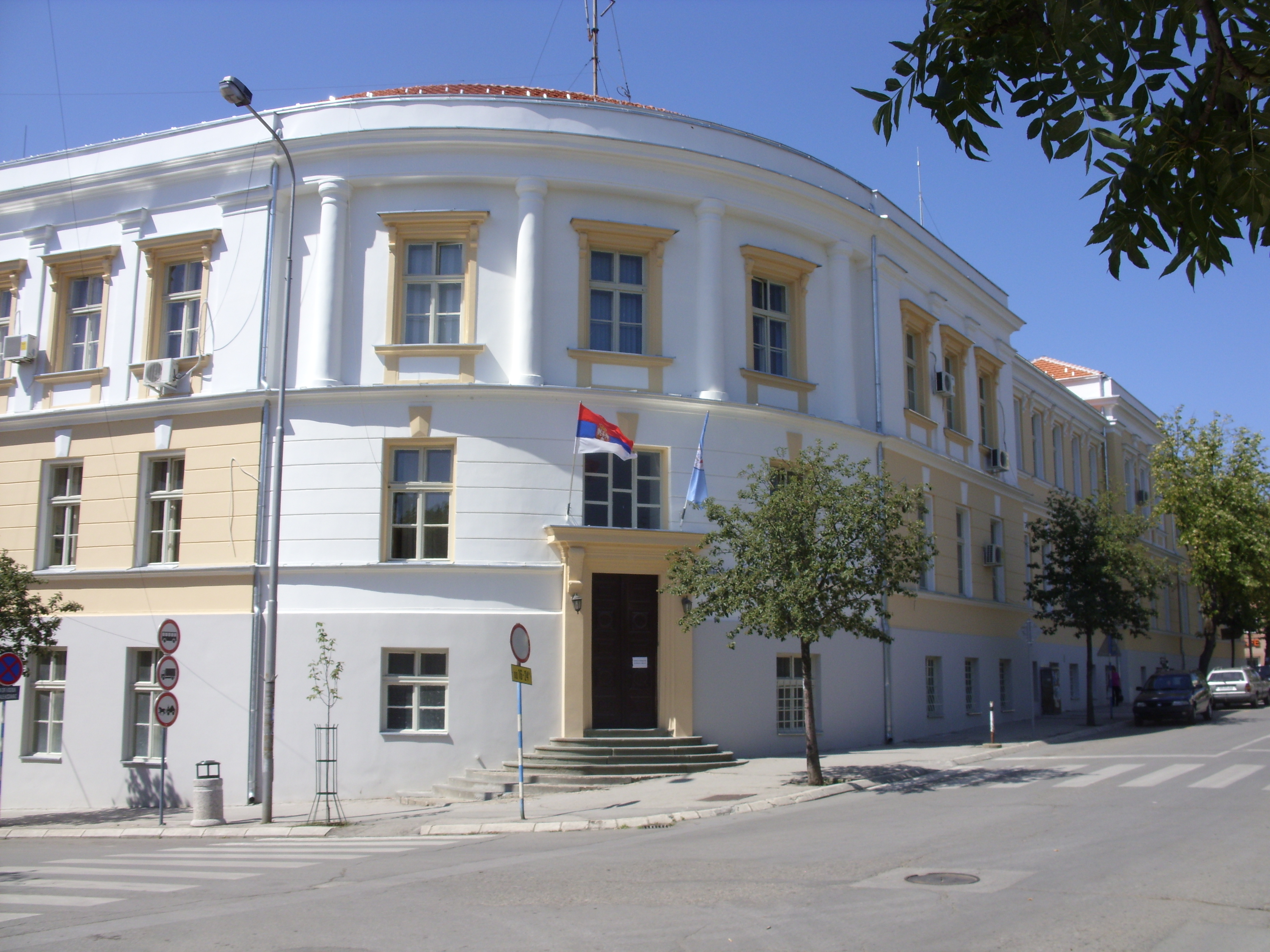
La mairie d'Aleksinac

À la suite des élections locales serbes de 2008, les sièges à l'assemblée municipale d'Aleksinac se répartissaient de la manière suivante :
| Parti                        | Sièges |
| ---------------------------- | ------ |
| Parti radical serbe          | 15     |
| Parti démocratique de Serbie | 8      |
| Parti démocratique           | 7      |
| Parti socialiste de Serbie   | 7      |
| Mouvement pour Aleksinac     | 6      |
| Mouvement Force de la Serbie | 4      |
| G17 Plus                     | 3      |
| Mouvement serbe du renouveau | 3      |
| Parti social-démocrate       | 2      |

À la suite de ces élections, Nenad Stanković, membre du Parti radical serbe (SRS) a été élu président de la municipalité d'Aleksinac. Ivan Dimić, un ingénieur en électronique, né en 1969, a été élu président de l'assemblée municipale. Le président de la communauté locale (en serbe : Месна заједница et Mesna zajednica), l'équivalent d'un maire ou d'un bourgmestre dans les pays francophones, est Zoran Marinković, membre du Parti radical serbe.

## Économie
La région d'Aleksinac comprend de nombreuses terres arables à proximité de la Morava ; on y cultive principalement les céréales, le maïs et les piments.
La municipalité est également riche en ressources naturelles, particulièrement le charbon, les schistes bitumineux, le gravier, le sable et le calcaire. La principale industrie d'Aleksinac est la métallurgie.

## Tourisme

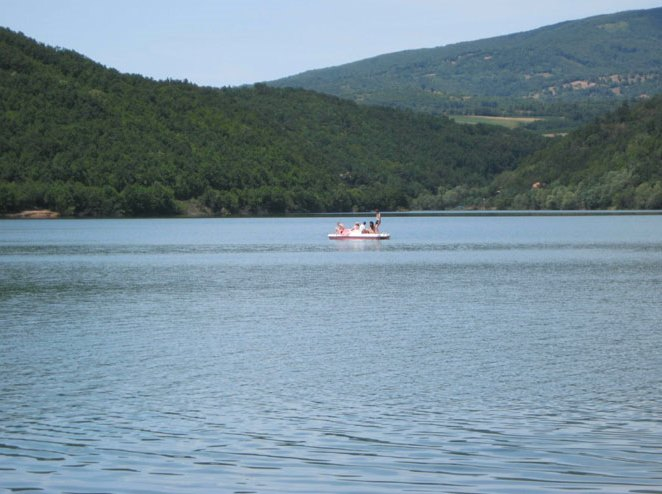
Le lac Bovan
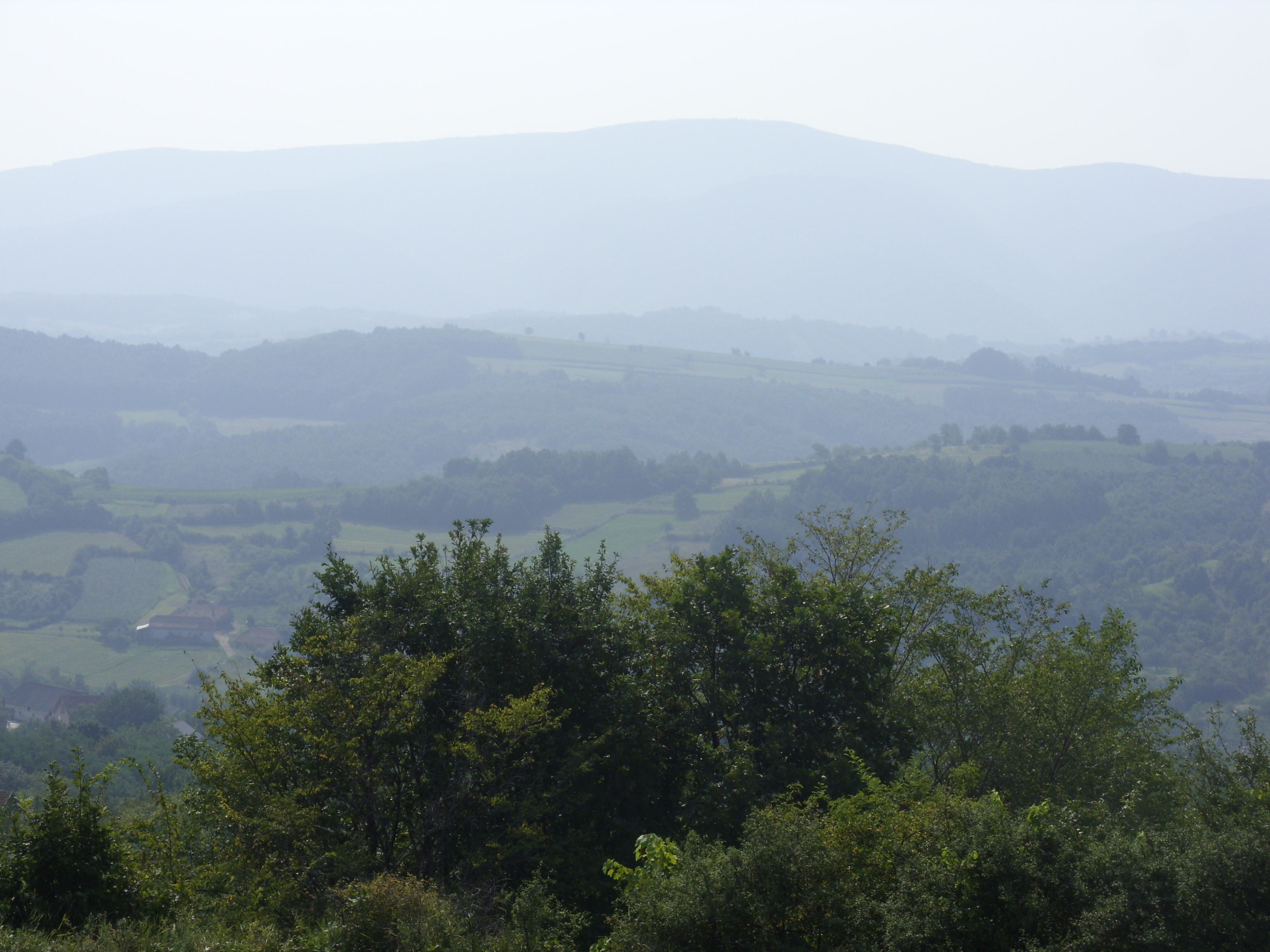
Montagne Ozren, vue depuis Jastrebac
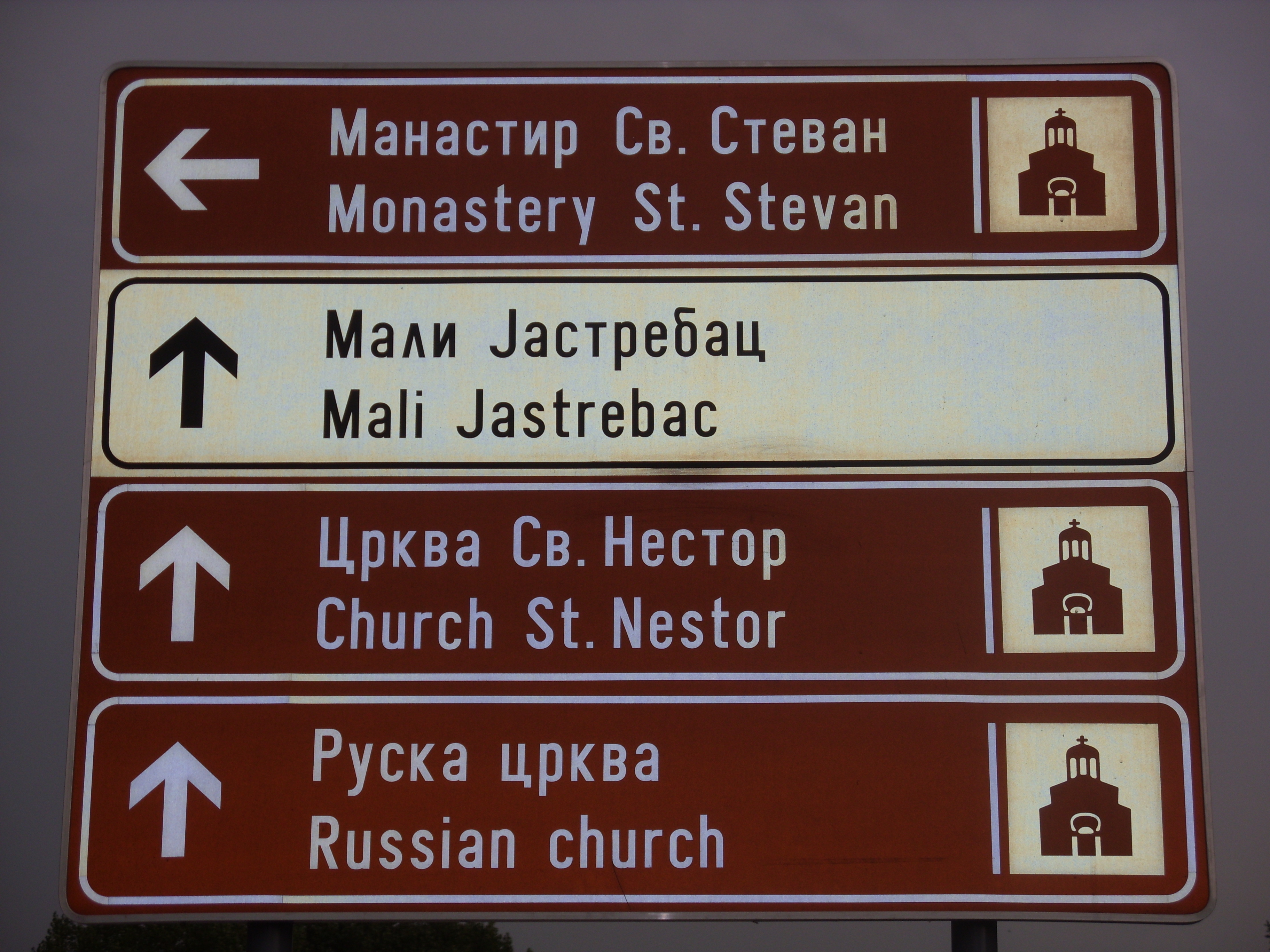
Signalisation touristique  bilingue
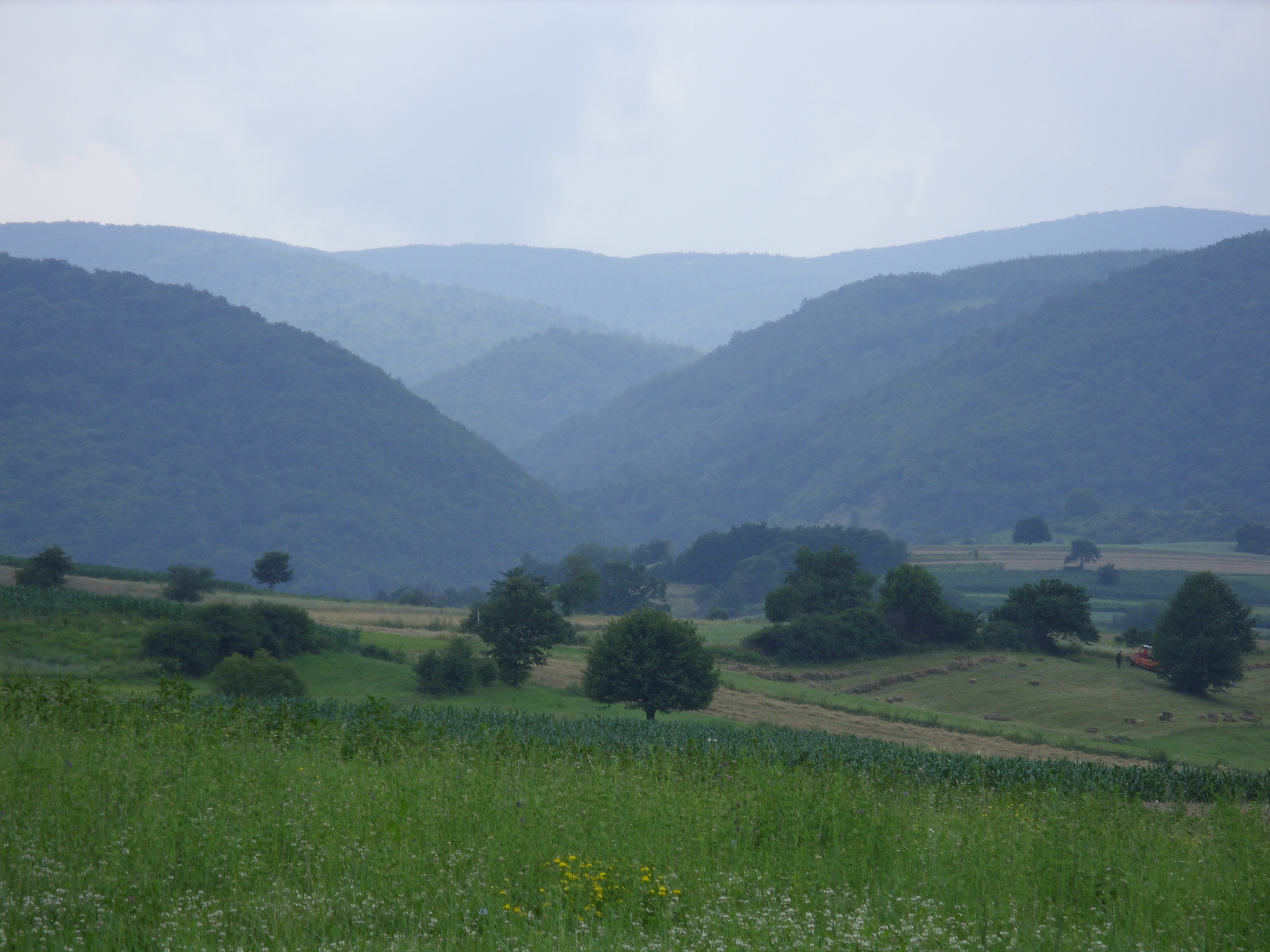

Le lac Bovan, situé à 15 km d'Aleksinac, constitue un lieu de promenade et de villégiature apprécié des habitants et des touristes. Le monastère orthodoxe serbe de Lipovac, consacré à Sveti Stefan (Saint Stefan), a été fondé au XVe siècle par le despote Stefan Lazarević ; il se trouve à 25 km d'Aleksinac, au pied du mont Ozren (1 175 m).

## Transport

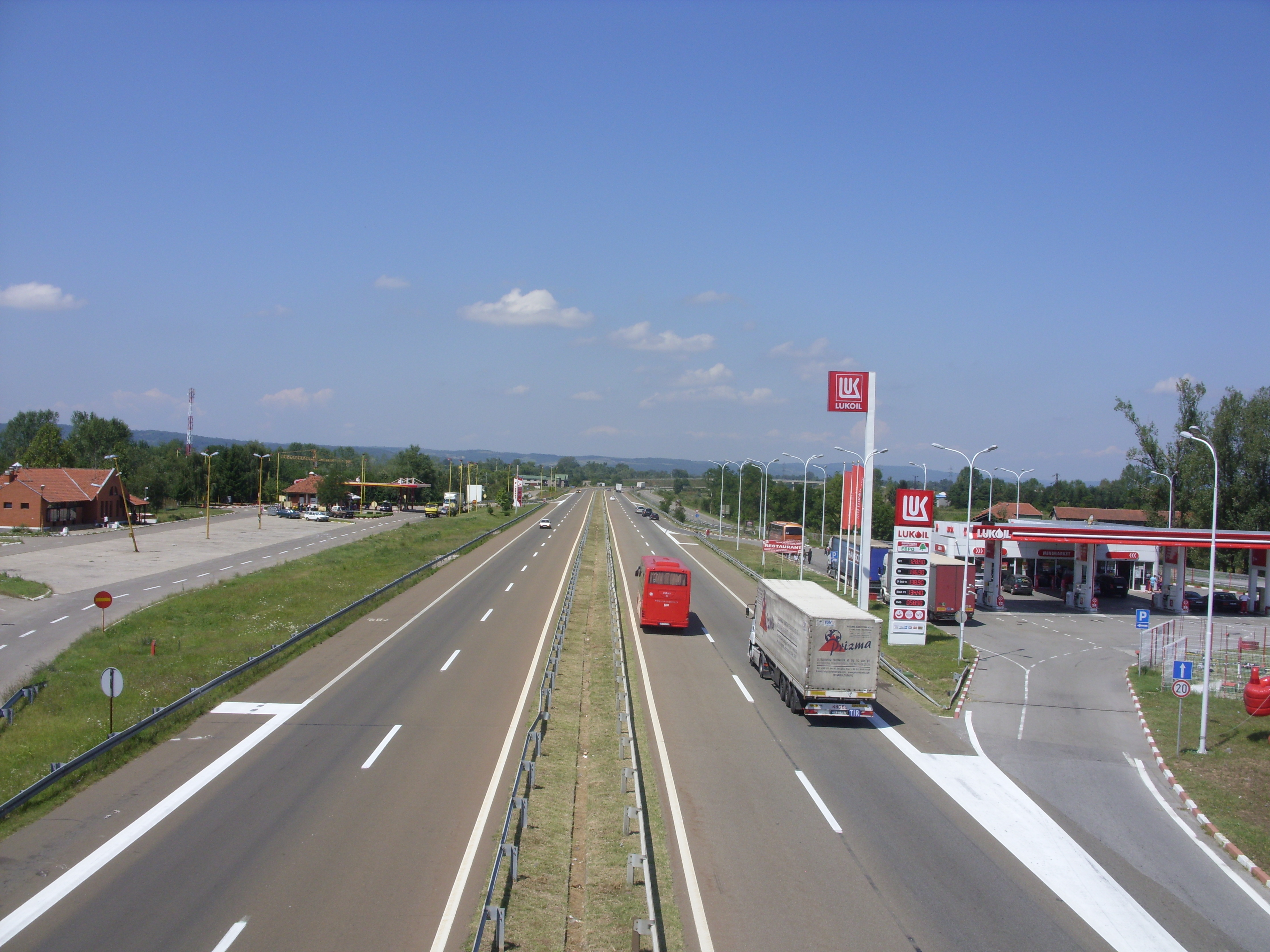
L'autoroute serbe A1 (Route européenne E75) près d'Aleksinac

## Personnalités
- Nikola Karabatić joueur français de handball est originaire d'Aleksinac du côté de sa mère[15]
- Kosta Taušanović (1854-1902), un des fondateurs du premier Parti radical serbe, ministre de la Police et ministre du Commerce, fondateur de la première compagnie d'assurances de Serbie.
- Mihajlo Rašić (1858-1919), commandant en chef de l'armée du royaume de Serbie, ministre des Affaires militaires (1918-1919).
- Milan Pecić (1865-1959), médecin militaire, inventeur d'une civière qui fut en usage en Serbie à la fin de la Première Guerre mondiale.
- Stevan Dimitrijević (1866-?), recteur de la Faculté de théologie de Belgrade.
- Kosta Stojanović (1867-1921), ministre du Commerce (1906-1908 et 1912-1913).
- Aleksandar Cvetković (né en 1947), peintre.
- Milovan Radovanović (né en 1954), un des fondateurs du nouveau Parti radical serbe en 1990, député au Parlement de Serbie à partir de 1990 et ministre des Cultes (1998-2000).

## Coopération internationale
Aleksinac a signé des accords de partenariat avec les villes suivantes :
- Eana (Grèce)
- Hisarya (Bulgarie)
- Lavris (Grèce)
- Patras (Grèce)
- Sampolitio (Grèce)
- Veronas (Grèce)
- Zagorje ob Savi (Slovénie)

#### Informations
- (sr) Site officiel de la municipalité d’Aleksinac
- (sr) Site personnel sur la ville d’Aleksinac
- (sr) Photos du bombardement d’Aleksinac en 1999
- (sr) Site des villages de la municipalité d'Aleksinac

#### Données géographiques
- (en) Vue satellite de Aleksinac sur fallingrain.com